# Nervilia bicarinata
Espèce
Synonymes
- Nervilia barklyana (Rchb.f.) Schltr.[1]
- Nervilia commersonii (Blume) Schltr.[1]
- Nervilia ghindana (Fiori) Cufod.[1]
- Nervilia umbrosa (Rchb.f.) Schltr.[1]
- Nervilia viridiflava (Rchb.f.) Schltr.[1]
- Pogonia barklyana Rchb.f.[1]
- Pogonia chariensis A.Chev.[1]
- Pogonia ghindana Fiori[1]
- Pogonia umbrosa Rchb.f.[1]
- Pogonia viridiflava Rchb.f.[1]

Nervilia bicarinata est une espèce de plantes à fleurs de la famille des Orchidaceae (les orchidées) et du genre Nervilia, présente dans plusieurs pays d'Afrique tropicale.